# Milford (Iowa)
Milford é uma cidade localizada no estado americano de Iowa, no Condado de Dickinson.

## Demografia
Segundo o censo americano de 2000, a sua população era de 2474 habitantes.
Em 2006, foi estimada uma população de 2445, um decréscimo de 29 (-1.2%).

## Geografia
De acordo com o United States Census Bureau tem uma área de
5,8 km², dos quais 5,8 km² cobertos por terra e 0,0 km² cobertos por água. Milford localiza-se a aproximadamente 426 m acima do nível do mar.

## Localidades na vizinhança
O diagrama seguinte representa as localidades num raio de 12 km ao redor de Milford.